# Ramot ha-Karmel
Ramot ha-Karmel (hebrejsky: רמות הכרמל) je jedna z devítí základních administrativních oblastí města Haifa v Izraeli. Je nazývána Čtvrť číslo 9. Nachází se na jižním okraji města, na hřbetu pohoří Karmel. Zahrnuje převážně hustě osídlené rezidenční oblasti. Rozděluje se na čtyři základní podčásti: Romemot, Achuza, Cir Chorev, Cir Abu Chuši.
Populace je židovská, bez arabského prvku. Rozkládá se na ploše 10,67 kilometru čtverečního. V roce 2008 zde žilo 39 790 lidí. Z toho 38 360 Židů a 70 muslimů.